# 切佩拉雷峰
62°43′18.3″S 60°04′09″W / 62.721750°S 60.06917°W

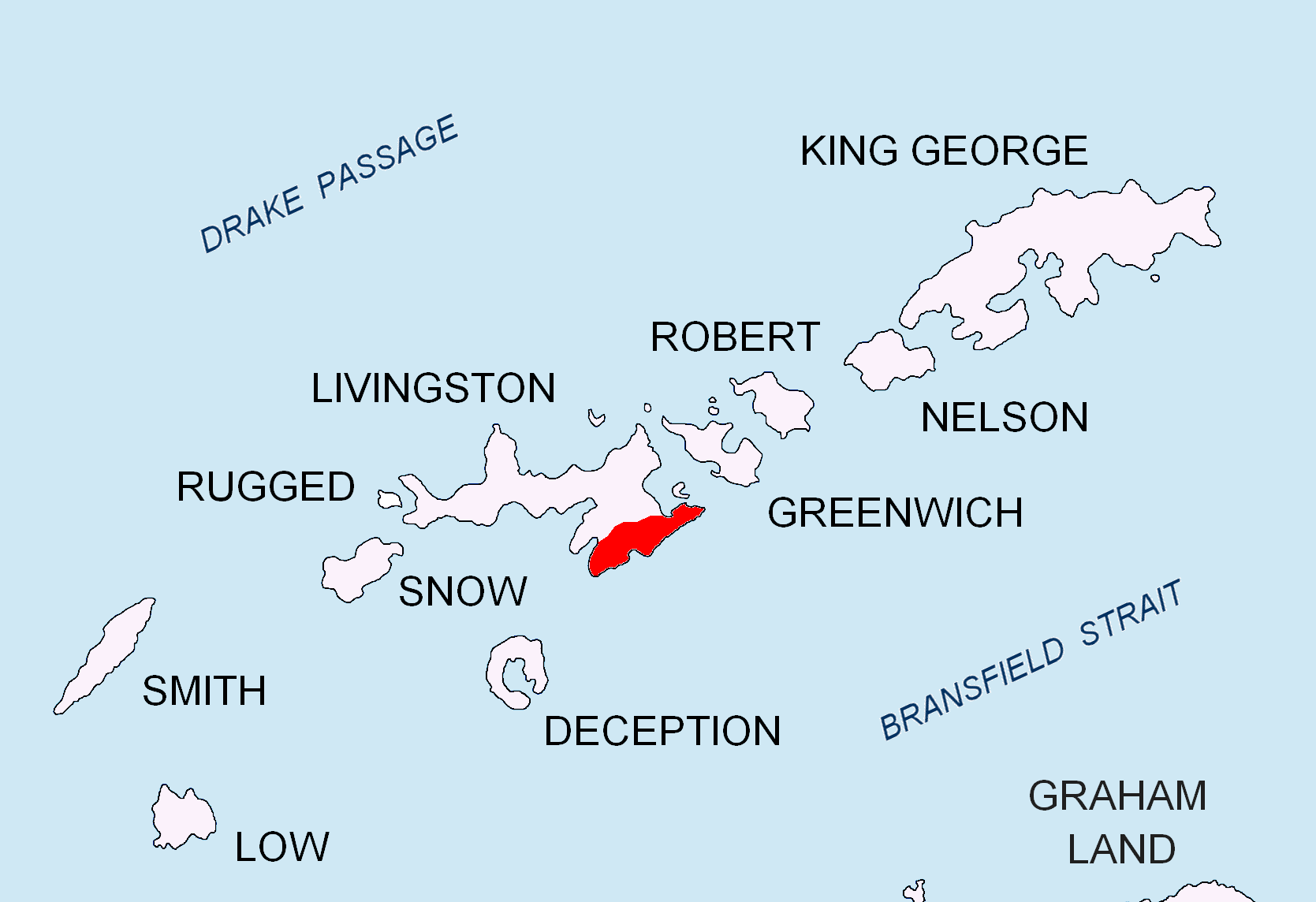

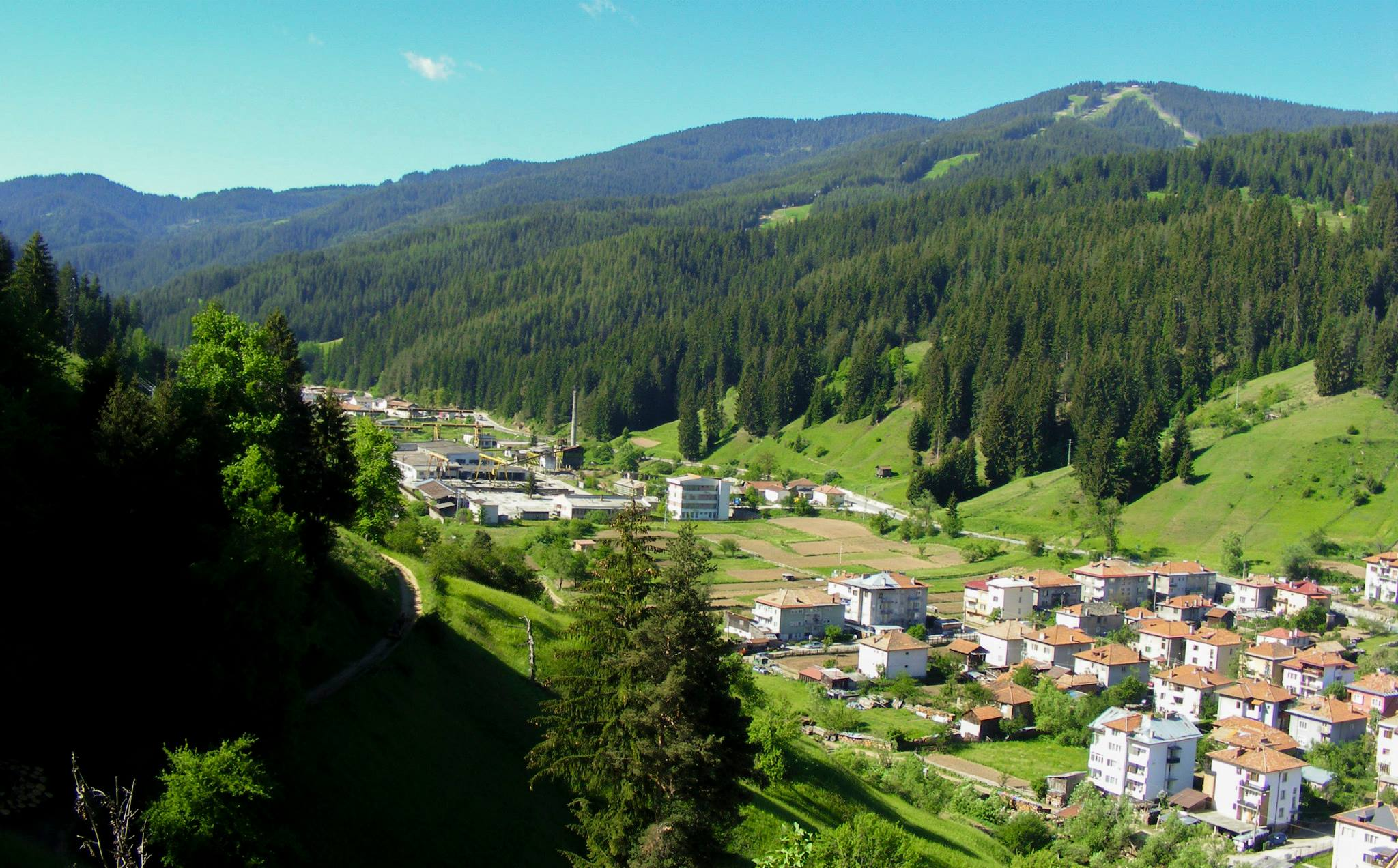

切佩拉雷峰是南極洲的山峰，位於南設得蘭群島的利文斯頓島，屬於弗里斯蘭嶺的一部分，海拔高度約900米，處於聖梅多迪烏斯峰西南面0.7公里、特爾韋爾峰東南面1.07公里和舒門峰以北0.85公里。

## 外部連結
- SCAR Composite Gazetteer of Antarctica（页面存档备份，存于）.